# Rivière du Roi
Rivière du Roi är ett vattendrag i Kanada.   Det ligger i provinsen Québec, i den sydöstra delen av landet, 230 km nordost om huvudstaden Ottawa.
I omgivningarna runt Rivière du Roi växer i huvudsak blandskog. Runt Rivière du Roi är det glesbefolkat, med 17 invånare per kvadratkilometer.